# Проклятая
«Проклятая» (англ. The New Daughter) — американский фильм ужасов 2009 года режиссёра Луисо Бердейо. Основывается на одноимённой новелле ирландского писателя Джона Коннолли.
Премьера фильма состоялась 19 сентября 2009 года. Фильм вышел только на DVD и Blu-ray.

## Сюжет
После пережитого развода писатель Джон Джеймс вместе с детьми, Луизой и Сэмом, переезжает в новый дом в штате Южная Каролина.
Однажды ночью Луиза слышит странные звуки, доносящиеся откуда-то снаружи. На следующий день она, гуляя вместе с Сэмом в лесу в окрестностях дома, находит огромный холм. Вскоре Джон замечает, что поведение девочки меняется, а в округе начинают происходить необъяснимые вещи.
В дальнейшем Джон узнаёт, что дом, в котором поселилась его семья, пользуется недоброй славой. Ранее в нём жила женщина по имени Сара Уэйн с дочерью Эмили, пропавшая при невыясненных обстоятельствах. Встретившись с Роджером Уэйном, дедом Эмили, Джон узнаёт правду о случившемся.
Также Джону становится известно, что в окрестностях его дома находится тумулус — захоронение древней цивилизации, напоминающее гигантский холм. Профессор Эван Уайт, которого Джон поставил в известность о находке, рассказал, что, по преданиям, в подобных сооружениях живут «боги», время от времени выбирающие себе «избранную» для неких целей. Достигнув со временем большой численности, существа надеются захватить Землю. Поняв, какую связь имеет загадочное сооружение с исчезновением Эмили Уайт, Джон начинает догадываться, что его дочь Луиза может являться следующей «избранной». Он пытается защитить её от неизвестной опасности…

## В ролях
| Актёр                 | Роль                   |
| --------------------- | ---------------------- |
| Кевин Костнер         | Джон Джеймс            |
| Ивана Бакеро          | Луиза Джеймс           |
| Гэтлин Гриффит        | Сэм Джеймс             |
| Саманта Мэтис         | Кассандра Паркер       |
| Эрик Палладино        | Офицер полиции Эд Лори |
| Ноа Тейлор            | Профессор Эван Уайт    |
| Джеймс Гэммон         | Роджер Уэйн            |
| Маргарет Энн Флоренс  | Алексис Данелла        |
| Сандра Эллис Лэфферти | Миссис Эмворт          |
| Гай Перри             | Существо               |

## Съёмка
Фильм снимался в городах Чарлстон и Мак-Клеланнвилл, штат Южная Каролина. Съёмки длились 42 дня.
На роль писателя Джона Джеймса был выбран актёр Кевин Костнер. Ивана Бакеро, ранее известная по роли в фильме «Лабиринт Фавна», сыграла роль Луизы, дочери Джона, а Гэтлин Гриффит — его сына, Сэма.
В эпизодических сценах роли монстров исполняли актёры в специальных костюмах со вставками. Некоторые элементы мимики чудовищ создавались с помощью компьютерной графики. В финальной сцене монстры на заднем плане, перемещающиеся по стенам дома, полностью выполнены с применением компьютерной графики (полигонального трёхмерного моделирования с последующим наложением текстур).
Первая сцена фильма снималась в школе в Чарлстоне. Дом Джеймсов, где происходит основное действие картины, располагается в лесной местности в 40 милях от Чарлстона. В доме достаточно высокие потолки, что позволило разместить на них прожекторы для создания более естественного освещения.
Для съёмок был выбран широкоэкранный формат. По словам оператора Чекко Варезе, данный формат должен был полнее передать «чувство одиночества персонажей» (особенно в сценах, проходящих в лесу) и создавать более напряжённую обстановку в критические моменты (зритель мог предположить, что монстр прячется за краем экрана).
В начальных сценах были использованы статичные камеры для акцентирования внимания зрителя на разворачивающемся действии. В сценах с монстрами камеры располагались таким образом, чтобы изображение монстра было смещено к краю кадра; такой приём должен был усиливать у зрителя ощущение опасности. В сценах с тремя или более персонажами использовались одновременно две камеры, расположенные под углом друг к другу. Подобное расположение позволяло компактно разместить всех персонажей в кадре, а также обеспечить обзор с разных точек. В сцене с бегством Джеймса из дома Роджера Уэйна применялась камера с эффектом «смазывания» изображения.
Для того чтобы добиться зелёного цвета листьев деревьев и травы (съёмки велись с февраля по март) и голубого цвета неба, были применены цветные фильтры, устанавливаемые на камеру.

## Критика и восприятие
Фильм получил невысокие оценки критиков.
К примеру, рецензенты газеты The Boston Globe поставили фильму среднюю оценку — 50 баллов из 100, положительно оценив подбор актёров и постановку сцен (в частности, критики отметили, что использование статичной камеры повышает «напряжённость» фильма), но указав на то, что фильм является «обычным», созданным по известным «шаблонам» фильмов ужасов. Критикам не понравились некоторые моменты фильма (например, бегство Джона из дома Роджера Уэйна), а также невнятное исполнение монстров (которые «выглядят нереалистично» и, в зависимости от эпизода, «похожи на оборотней, червей, насекомых или инопланетян»).
Еженедельник Variety оценил фильм в 30 баллов из 100. Было отмечено, что постановка сцен и звуковое сопровождение находятся на высоком уровне; сюжет также был встречен положительно. Однако критикам не понравилась заключительная часть фильма (в особенности — заключительная сцена, названная «ужасающей»), а также то, что в нём присутствует, несмотря на рейтинг MPAA PG-13, большое количество элементов насилия.
Основываясь на рецензиях Boston Globe и Variety, информационные сайты Rotten Tomatoes и Metacritic поставили фильму оценку 1,5 баллов из 5 и 6,5 баллов из 10 соответственно.
Другой сайт, WhatCulture, отметил, что сюжет фильма «обычен», так как «содержит в себе уже существующие „штампы“ фильмов ужасов», а экшен-составляющие (в особенности, в финальной сцене) имеют сходства с сюжетной композицией серии фильмов «Крепкий орешек». Также критики отметили, что по некоторым параметрам картина сходна с фильмом «Репортаж». При этом было добавлено, что визуальные эффекты и звуковой ряд выполнены на высоком уровне — в частности, рецензентам понравились внутренний и внешний вид дома семьи Джеймсов, где происходит бо́льшая часть действия картины, цветовая гамма, использованная в ней, и звуковое сопровождение ключевых сцен.

## Награды
На 37-й церемонии награждения премии «Сатурн» фильм получил награду в номинации «Лучшее DVD-издание фильма».

## Интересные факты
- В фильме существует удалённая сцена, не вошедшая в финальную версию[11].